# North Lanarkshire
Pour les articles homonymes, voir Lanark (homonymie).
Le North Lanarkshire (Siorrachd Lannraig a Tuath en gaélique écossais) est une des 32 divisions administratives de l’Écosse.

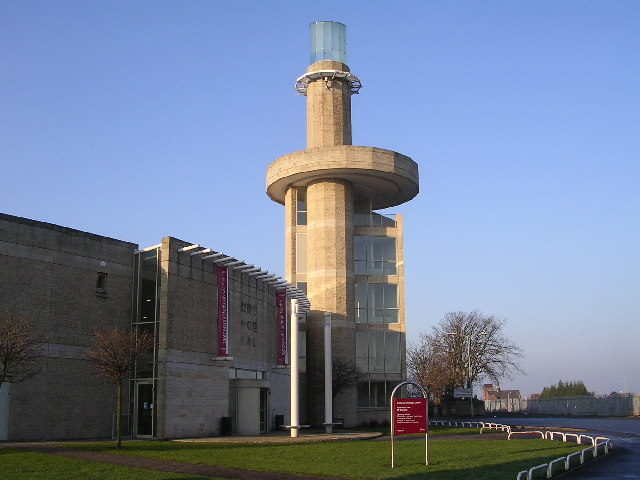
Centre du patrimoine du Lanarkshire du Nord

## Circonscription
Le North Lanarkshire est frontalier de Glasgow et de l’East Dunbartonshire à l’ouest, de Stirling au nord, de Falkirk et du West Lothian à l’est et du South Lanarkshire au sud.
Cette région fut formée en 1996 sur les bases des districts de Cumbernauld and Kilsyth, Motherwell et Monklands.
Comme indique son nom, le North Lanarkshire recouvre la partie septentrionale du comté traditionnel du Lanarkshire, mais également une partie des comtés traditionnels du Dunbartonshire (l'exclave autour de Cumbernauld) et du Stirlingshire (autour de Kilsyth).
D’une superficie de 470 km2, le North Lanarkshire est la 19e division administrative de l’Écosse par sa taille et la 4e par sa population (322 790 habitants). Sa capitale administrative est Motherwell.
Quatre élus représentent le North Lanarkshire au parlement de Grande-Bretagne et cinq autres au parlement écossais.

## Villes et villages
- Airdrie
- Auchinloch
- Bellshill
- Coatbridge
- Cumbernauld
- Harthill
- Kilsyth
- Motherwell
- Shotts
- Wishaw